# Trzcinniczek krótkoskrzydły
Trzcinniczek krótkoskrzydły (Acrocephalus concinens) – gatunek małego ptaka z rodziny trzciniaków (Acrocephalidae). Zamieszkuje Azję. Nie jest zagrożony wyginięciem.

## Występowanie
Trzcinniczek krótkoskrzydły występuje w Azji Południowej i Wschodniej, zimuje w Azji Południowej i Południowo-Wschodniej. Spotykany na terytorium następujących państw: Afganistan, Bangladesz, Bhutan (tylko przeloty), Chiny (w tym Hongkong), Indie, Laos, Mjanma, Nepal, Pakistan, Tajlandia, Wietnam. Jego środowiskiem naturalnym są tereny bagienne i trzcinowiska.

## Systematyka
Takson ten bywał dawniej łączony w jeden gatunek z trzcinniczkiem kaspijskim (A. agricola). Wyróżniono trzy podgatunki A. concinens:
- Acrocephalus concinens haringtoni – Afganistan do północno-zachodnich Indii;
- Acrocephalus concinens stevensi – północno-wschodnie Indie, Bangladesz i Mjanma;
- Acrocephalus concinens concinens – środkowe i wschodnie Chiny; zimuje głównie w południowej Mjanmie i północnej Tajlandii.

## Status zagrożenia
IUCN uznaje trzcinniczka krótkoskrzydłego za gatunek najmniejszej troski (LC, Least Concern) nieprzerwanie od 1988 roku. Liczebność światowej populacji nie została oszacowana. Ze względu na brak istotnych zagrożeń i dowodów na spadki liczebności organizacja BirdLife International ocenia trend liczebności populacji jako prawdopodobnie stabilny.